# Song of the Deep
Song of the Deep — приключенческая видеоигра, разработанная компанией Insomniac Games и изданная GameTrust Games. Игрок управляет Меррин, молодой девушкой, которая создаёт самодельную подводную лодку для поиска своего отца, пропавшего без вести во время рыбалки. Игра была выпущена в июле 2016 года на Windows, PlayStation 4 и Xbox One. Розничная сеть GameStop опубликовала игру под брендом GameTrust Games, что стало первым шагом сети в направлении такого распространения.

## Сюжет и геймплей
В Song of the Deep игрок управляет Меррин, 12-летней девочкой, которая любит своего отца — рыбака, особенно когда он рассказывает ей о своих приключениях. Когда её отец пропадает в море, она видит, как он оказывается на глубине океана. Чтобы найти его, Меррин делает подводную лодку и снаряжение, чтобы исследовать океан, она была поражена, увидев, что многие из рассказов её отца были правдой.
Игра представляет собой двумерный сайд-скроллер в стиле Metroidvania. Области игрового мира требуют, чтобы игрок находил специальные улучшения для Меррин и ее снаряжения, чтобы преодолевать препятствия и исследовать дальше. Хотя в игре есть враги, которые могут причинить вред Меррин, игра нацелена не столько на бой, сколько на исследование и решение головоломок с некоторым акцентом на характере поведения объектов под водой.
На протяжении всего игрового процесса рассказчик сообщает игрокам о прогрессе Меррин и о том, что она видит. Повествование ведет Шивон Хьюлетт.

## Оценки
| Сводный рейтинг    | Сводный рейтинг                        |
| Агрегатор          | Оценка                                 |
| ------------------ | -------------------------------------- |
| GameRankings       | 70,50 %                                |
| Metacritic         | (PC) 73/100 (PS4) 69/100 (XONE) 66/100 |
| Иноязычные издания |                                        |
| Издание            | Оценка                                 |
| Destructoid        | 7/10                                   |
| EGM                | 5,5/10                                 |
| Game Informer      | 7/10                                   |
| GameSpot           | 6/10                                   |
| GamesRadar+        | [ 12 ]                                 |
| IGN                | 6/10                                   |
| Polygon            | 7/10                                   |
| VideoGamer         | 7/10                                   |

Игра получила смешанные отзывы, согласно сайту агрегации Metacritic.